# Tadeusz Tenderenda (otolaryngolog)
Tadeusz Tenderenda (ur. 1 lutego 1908 w Kozarzach, zm. 12 maja 1998 w Kanadzie) – major lekarz Wojska Polskiego.

## Życiorys
Tadeusz Tenderenda urodził się 1 lutego 1908 roku w Kozarzach, w ówczesnej guberni łomżyńskiej, w rodzinie Franciszka i Marii ze Szcześniaków. Uczęszczał do jednoklasowej szkoły powszechnej w Kozarzach, następnie do szkoły miejskiej w Ciechanowcu. Świadectwo dojrzałości uzyskał po ukończeniu Gimnazjum im. A. Jabłonowskiej w Drohiczynie.
W latach 1928–1934 był podchorążym Szkoły Podchorążych Sanitarnych w Warszawie. 4 sierpnia 1934 roku Prezydent RP Ignacy Mościcki mianował go podporucznikiem ze starszeństwem z dniem 1 czerwca 1934 roku i 1. lokatą w korpusie oficerów sanitarnych, a Minister Spraw Wojskowych wcielił do Centrum Wyszkolenia Sanitarnego na staż szpitalny. W tym samym roku ukończył studia na Wydziale Lekarskim Uniwersytetu Warszawskiego. Na stopień porucznika został mianowany ze starszeństwem z 1 stycznia 1936 i 15. lokatą w korpusie oficerów sanitarnych, a na stopień kapitana ze starszeństwem z 19 marca 1939 i 11. lokatą w korpusie oficerów zdrowia, grupa lekarzy.
W sierpniu 1939 roku był lekarzem 1 batalionu saperów Legionów w Modlinie, a w czasie kampanii wrześniowej lekarzem Ośrodka Zapasowego Saperów Specjalnych Nr 1.
20 lipca 1940 roku wymieniony jako przewodniczący wojskowej komisji lekarskiej dla zbadania i oceny zdolności do służby wojskowej oficerów baonu marszowego saperów w Johnstone, w Szkocji. W sierpniu 1940 roku przebywał w Douglas Camp koło Glasgow. W tym wojskowym obozie, zorganizowanym dla 10 Brygady Kawalerii Pancernej generała Maczka, był dowódcą 10 kompanii sanitarnej. Przez kolegów zapamiętany jako człowiek uprzejmy, koleżeński, bez żadnych nalotów medycznej soldateski. Dał się poznać jako sprawny organizator.
W czasie kampanii włoskiej był dowódcą 31 kompanii sanitarnej. Na początku lipca 1944 roku, w czasie boju o Ankonę, siłą 5 sanitarek, wspomagał kolegów z 5 kompanii sanitarnej, obciążonej wyjątkowo dużym napływem rannych. Przez Monte Cassino, Porto San Giorgio, Porto Recanati, Faenzę, Pesaro doszedł  w maju 1945 roku do Bolonii. W marcu 1945 roku z rąk szefa służby zdrowia 2 Korpusu, pułkownika Mariana Dietricha, otrzymał Krzyż Walecznych.
Po wojnie był lekarzem w Londynie. Po roku 1953 przeniósł się do Fredericton w Kanadzie. Pracował jako otolaryngolog w Halifax Infirmary, Victoria General Hospital i Izaak Walton Killam for Children.
Dwukrotnie żonaty: pierwsza żona Czesława, druga Wanda. Żył lat 90. Zmarł 12 maja 1998 roku w Kanadzie i tam został pochowany.